# Parafia Najświętszej Maryi Panny Królowej Pokoju w Nowej Wilejce
Parafia Najświętszej Maryi Panny Królowej Pokoju w Nowej Wilejce (lt. Švč. M. Marijos Taikos Karalienės parapija) – parafia rzymskokatolicka administracyjnie należąca do dekanatu nowowilejskiego archidiecezji wileńskiej. 